# Calendrier simplifié des saints

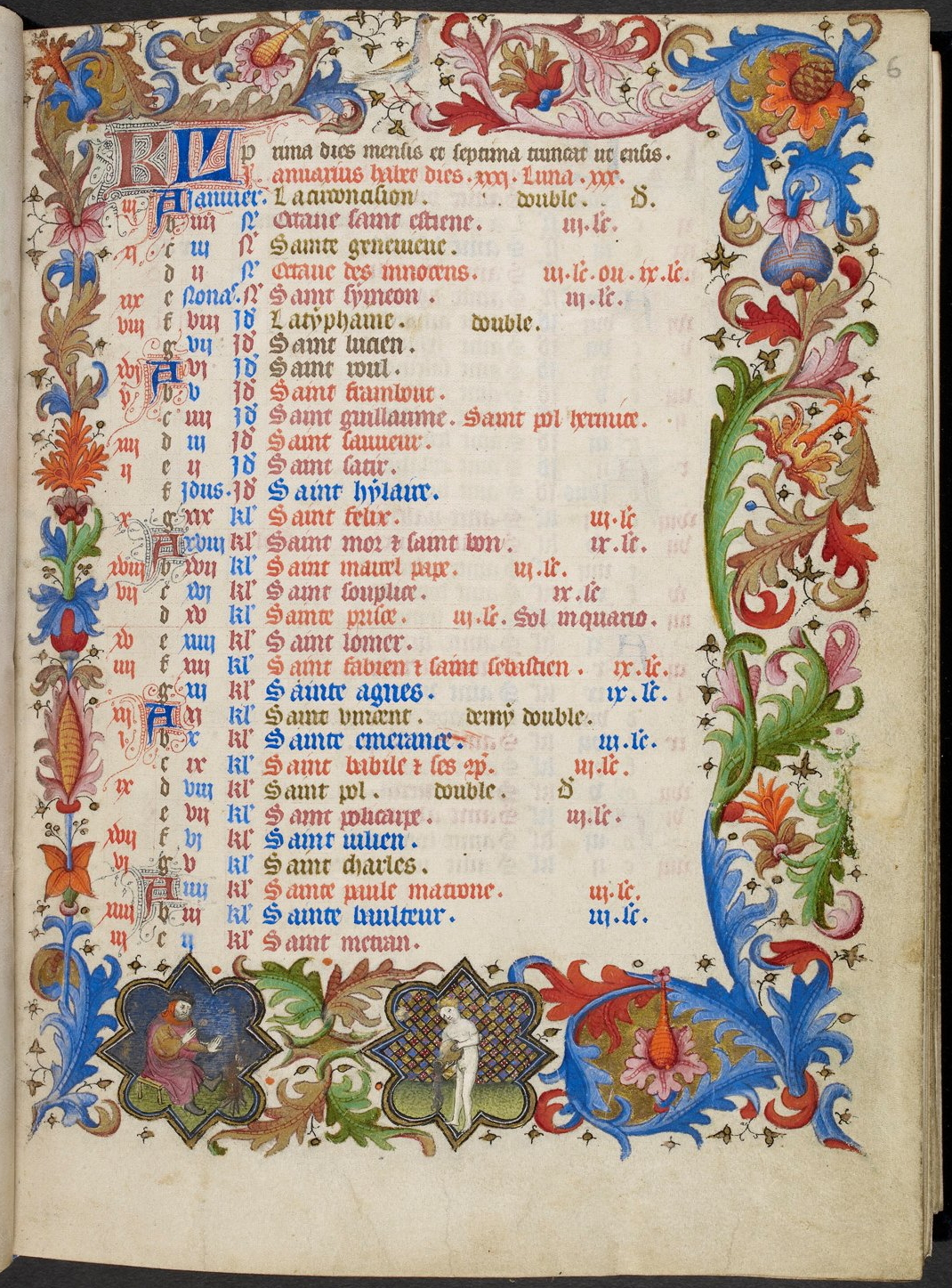
Exemple de calendrier simplifié : le mois de janvier des Heures d'Egerton (folio 6). Enluminure sur parchemin, 1410, 22x16,5 cm, British Library.

À la fin du Moyen Âge, apparaissent en Occident des calendriers simplifiés qui sont une expression populaire du culte des saints. Ces calendriers, à l'usage des laïcs, sont un élément constitutif des Livres d'Heures. Ils ont en commun plusieurs caractéristiques.

## Définition
Ce sont des calendriers à l'usage des laïques qui ont été élaborés par des laïques en dehors du contrôle d'une Église. Ils comprennent systématiquement un et un seul saint (ou fête) par jour. Paul Perdrizet donne l'explication suivante : « Si les Livres d'Heures avaient été contrôlés par l'Église, leur calendrier aurait reproduit celui du diocèse à l'usage duquel les Livres d'Heures auraient été destinés. Certains jours auraient comporté (...) plusieurs noms chacun, d'autres par contre n'en auraient comporté qu'un, ou pas du tout. Il en va ainsi dans les Bréviaires et dans les plus anciens Livres d'Heures qui ont été établis par des clercs. Mais bientôt, la confection des Livres d'Heures étant devenue une industrie de laïques, ceux-ci crurent mieux faire en inscrivant à chaque jour de l'année un nom de fête ou de Saint (...) » .

## Les caractères communs des calendriers simplifiés

### Des calendriers religieux
Ils sont tous dérivés des calendriers ecclésiastiques du lieu ou d'une institution de référence. Mais l'appartenance confessionnelle n'est pas affichée car d'une part ces calendriers ne sont pas contrôlés par les Églises, et d'autre part, en un lieu donné, l'appartenance confessionnelle est censée aller de soi.

### Un seul saint par jour
Ils ne donnent qu'un seul saint, ou une seule fête, par jour. À titre tout à fait exceptionnel on peut trouver deux noms différents, mais dans ce cas ils sont abrégés pour tenir dans l'espace limité dévolu à une journée.

### Une forme litanique
Chaque nom de saint est précédé d'une abréviation du mot « saint », si bien que la liste des saints du mois se présente sous la forme d'une litanie.

### Les déterminants sont omis
Les déterminants de lieu ou de titres départagent habituellement les homonymes dans les calendriers liturgiques établis par des clercs : Memoria Sancti Martini ep. Turon. Mais dans les calendriers simplifiés à usage des laïcs, les déterminants sont omis et la formulation, plus simple, n'est pas destinée à être lue à l'office : Scts Martinus ou Scti Martini.
Les calendriers simplifiés se réfèrent en effet à une ville donnée où les usages liturgiques sont connus de tous. Chaque saint du calendrier simplifié a son église dans la ville ou sa chapelle dans une église de la ville. Les déterminants de lieu ne sont qu'exceptionnellement nécessaires : Scts Germanus Aux., Scts Germanus Prat. Il en va de même lorsque le calendrier simplifié est celui d'une institution comme l'Université de Paris ou la Nation allemande de l'Université de Paris.

### Des calendriers locaux
Ils sont révélateurs des usages liturgiques d'un lieu donné et plus particulièrement des plus populaires de ces usages locaux.

## La fabrication des calendriers simplifiés
Avant l'invention des caractères mobiles par Gutenberg, ils étaient soit calligraphiés et enluminés dans des Livres d'Heures pour des clients fortunés, soit imprimés sur du papier au moyen de planches de bois gravées (xylographie). Une planche correspondait à un mois et toute la liste des saints du mois y était sculptée à l'envers de manière que l'écriture imprimée apparaisse à l'endroit.
Des pictogrammes, ou des images plus élaborées, accompagnaient souvent le nom du mois, en haut, ou le nom de chaque fête ou même celui de chaque saint. Sainte Catherine était accompagnée d'une roue, saint Pierre d'une clé et saint Paul d'une épée.

## Les survivances actuelles des calendriers simplifiés
Lorsque l'administration des Postes décida de publier un almanach, elle reprit le principe du calendrier simplifié en opérant un choix de saints qui ne soit plus seulement local mais qui soit acceptable sur l'ensemble du territoire de la France. Elle utilisa alors les services de l'Église catholique romaine pour opérer ce choix et pour le remettre périodiquement au goût du jour.
Les divers agendas publiés en France se sont inspirés de ce choix ou l'ont purement et simplement copié. Les fleuristes l'ont adopté parce qu'ils ne proposaient qu'un saint par jour et avaient ainsi l'avantage d'être pratiques.
Aucun de ces calendriers ne peut être qualifié de « calendrier civil ». Ce sont des versions simplifiées du calendrier liturgique de l'Église catholique dans lesquels on a ajouté quatre célébrations non religieuses : la fête du travail (1er mai), la fête nationale (14 juillet), l'armistice de la première guerre mondiale (11 novembre) et capitulation de l'armée allemande lors de la deuxième guerre mondiale (8 mai).
Un exemple : Calendrier français des fleuristes.

## Les études de ces calendriers
Parmi les études universitaires de ces calendriers, on peut noter celles de M. Perdrizet, de l'université de Strasbourg, sur les calendriers parisiens et sur les calendriers de la nation allemande de l'université de Paris.